# Fontaine Engel
L'Engelbrunnen est une fontaine classée située Wiedner Hauptstraße dans le quartier viennois de Wieden.

## Histoire
L'Engelbrunnen doit son nom au ministre de la Guerre Viktor Edler von Engel, qui a fait don de 40 000 couronnes pour la construction de la fontaine dans son testament.
Lors de la conception de la fontaine, Anton Paul Wagner, qui a également créé la fontaine de la Fille à l'oie, a pris comme modèle la légende de l'intelligente Elisabeth, qui a réussi à capturer deux voleurs redoutés. La fontaine, inaugurée le 5 décembre 1893, représente la jeune fille Elisabeth et - à ses pieds - le diable de la forêt capturé et ses complices, qui font office de gargouilles dans deux bassins ronds entourés de grilles métalliques.

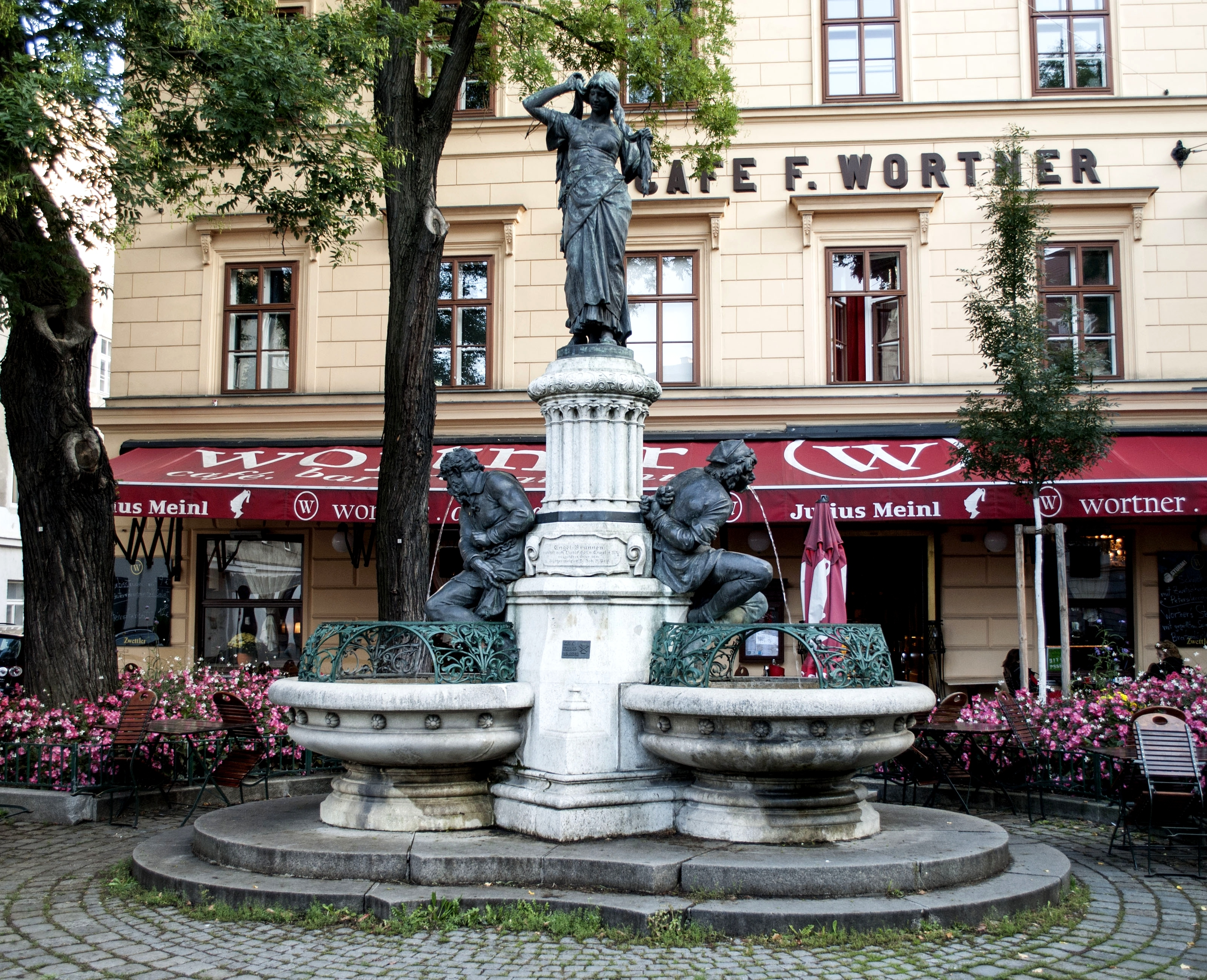
L'Engelbrunnen à Wieden
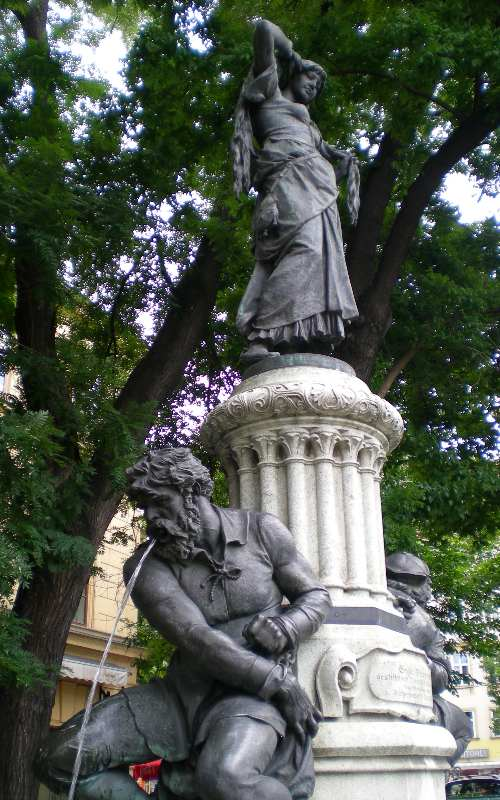
Vue latérale de l'Engelbrunnen

## Liens web
- wien.at – Fontaine Engel
- sagen.at – L'Engelbrunnen sur le Wieden